# Моливдоскепастос
Моливдоскепастос или Моливдоскепасти или Депалѝца, Дипалица (на гръцки: Μολυβδοσκέπαστος, Μολυβδοσκέπαστη, до 1929 година Δεπαλίτσα, Депалица) е село в Северозападна Гърция, дем Коница, област Епир. Селото е разположено на самата граница с Албания. Според преброяването от 2001 година населението му е 103 души. В храма „Свети Апостоли“ в селото работи зографът Йоан Скутарис.

## Личности
Родени в Моливдоскепастос
- Каролос Папуляс (1929 – 2021), гръцки политик, президент на Гърция